# James Mason Hutchings
James Mason Hutchings nasceu na Inglaterra, em 10 de fevereiro de 1820. Emigrou para os Estados Unidos da América em 1848, indo para a Califórnia em 1849 durante a Corrida do Ouro. Ficou rico como um mineiro, mas perdeu tudo em uma falência bancária.
Liderou em 1855 uma histórica viagem a região do Parque Nacional de Yosemite, que passou a divulgar através de sua revista "Hutchings' California Magazine".